# Torpedo (automobile)
La torpedo è un tipo di carrozzeria automobilistica, nata in Francia nel 1906 e utilizzata fino alla prima metà degli anni trenta.

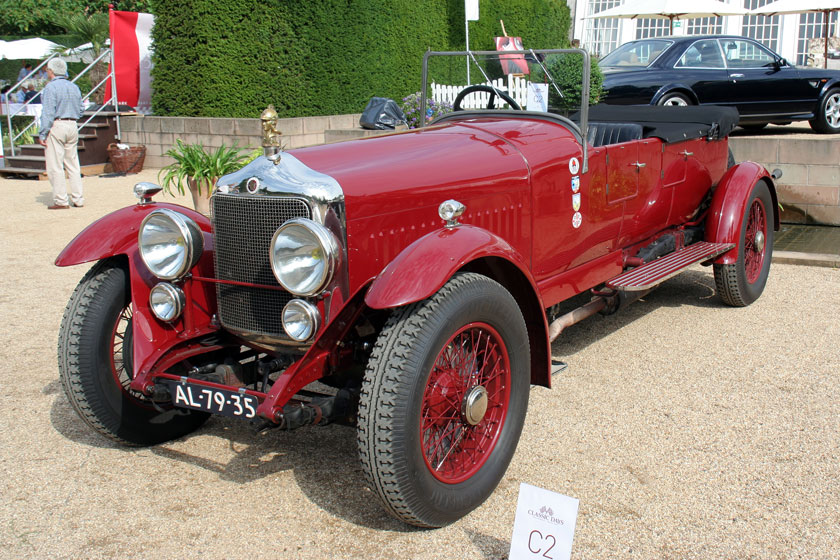
La Minerva 30 HP

## Descrizione

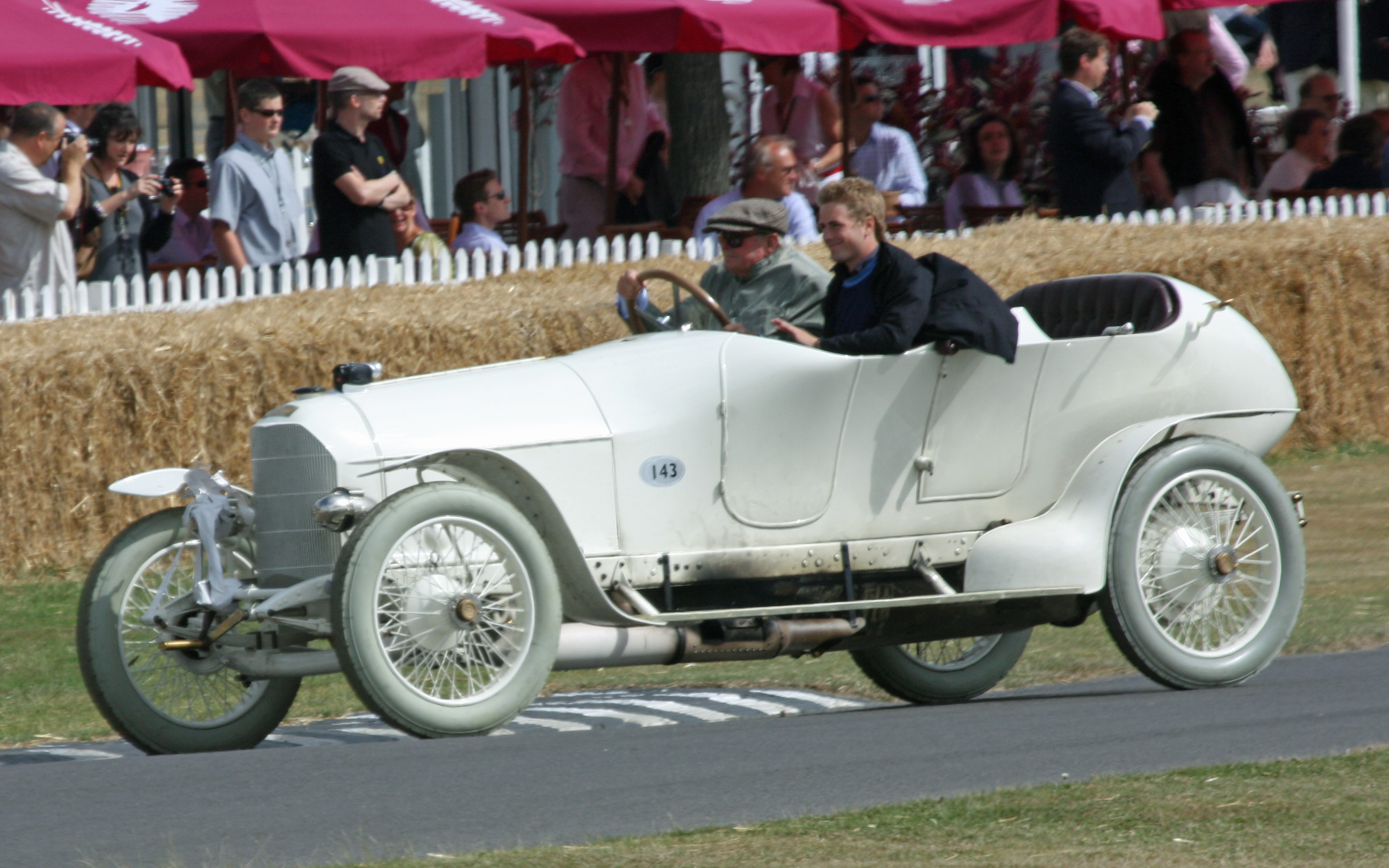
La Austro-Daimler Prinz Heinrich del 1910, vettura "torpedo" derivata dalla Mercedes Torpille del 1906

La configurazione della carrozzeria "torpedo" è di tipo scoperto, a profilatura filante e continua dalla calandra fino al posteriore della vettura, con un aspetto estetico simile a quello di alcuni natanti. La grande innovazione stilistica della carrozzeria "torpedo", fu quella di raccordare la profilatura esterna del cruscotto e di chiudere le fiancate all'altezza dei sedili, con grande vantaggio per la penetrazione aerodinamica e per la sicurezza dei passeggeri, rispetto alle classiche "phaeton".
Inizialmente pensata per l'impiego sportivo, la "torpedo" venne presto realizzata anche in versione a quattro o sei posti e, in seguito, dotata di una capote sorretta da centine e fissata al parabrezza che lascia aperte le fasce laterali superiori alla linea di cintura.
La nascita della prima "torpedo" viene fatta risalire al 1906, anno il cui fu presentato al Salone di Parigi un modello della Carrozzeria Rothschild su autotelaio Daimler, commissionato da Emil Jellinek per la Mercedes. La "Mercedes Torpille" era stata realizzata dalla carrozzeria parigina su progetto del designer inglese  Lamplugh, che sviluppò precedenti esperienze aziendali della Rothschild, come le concezioni aerodinamiche messe in opera per "La Jamais Contente", e riprese la denominazione "Torpille" da un modello realizzato nel 1899 per la Bollée.

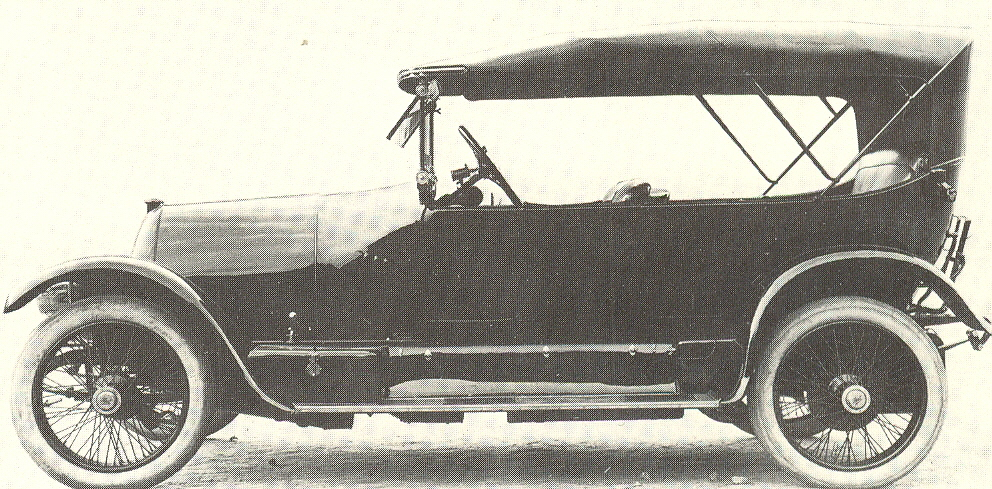
La Fiat Tipo 3 Ter del 1912, carrozzata "torpedo"

Su richiesta della Mercedes, nel 1908, quel nuovo tipo di carrozzeria venne ulteriormente perfezionato dalla Rothschild che provvide a depositarne il brevetto con il n. 26.771, denominandolo "Racing-Phaeton".
Nonostante la variazione ufficiale, il termine "torpille" era ormai generalmente usato dalla stampa specializzata europea, soprattutto nella variante inglese di "torpedo", coniata a causa della somiglianza di questo tipo di carrozzeria con gli spar torpedo, ideati da E. C. Singer (nipote di Isaac Singer) durante la guerra di secessione americana.

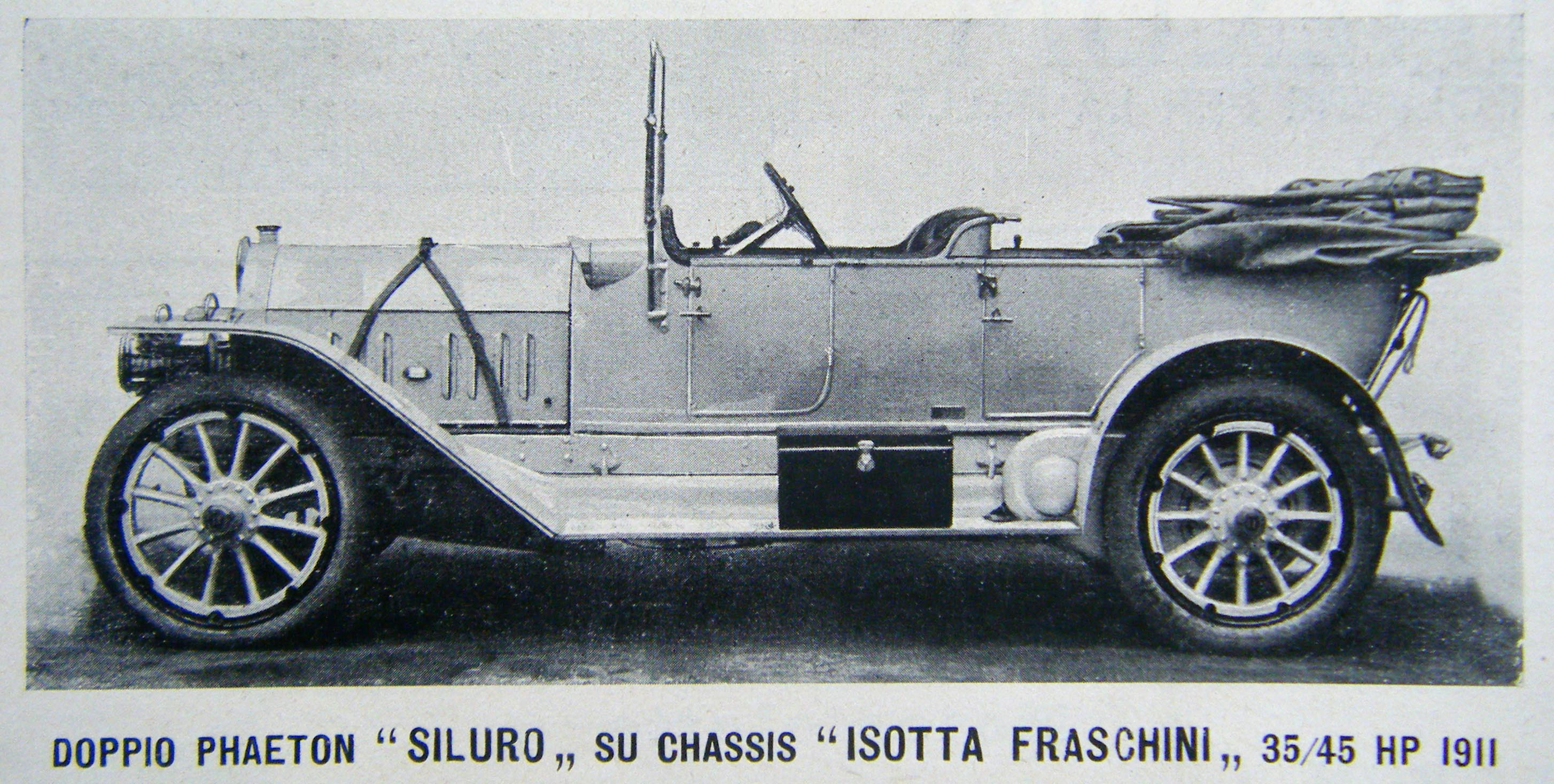
La Isotta Fraschini Torpedo del 1911, ufficialmente denominata "Siluro"

La dizione "torpedo" divenne subito prevalente su "torpille" anche in Francia, per ragioni che lo storico Henri-Labourdette individuò nella forte esterofilia francese verso i prodotti con denominazioni anglofone, all'epoca peraltro diffusa in molti Paesi europei ed extraeuropei, ad eccezione degli USA, dove si continuò ad utilizzare il termine phaeton anche per le "torpedo". In Italia, inizialmente, alcune case si dimostrarono restie al neologismo, preferendo la denominazione "siluro".
La FIAT fu tra le prime aziende a produrre automobili con carrozzeria torpedo, certamente favorita dal prezioso know how assunto, acquisendo nel 1905 la filiale italiana della Carrozzeria Rothschild. La FIAT fu presto seguita dalle altre case automobilistiche italiane, ognuna con proprie interpretazioni della nuova configurazione.

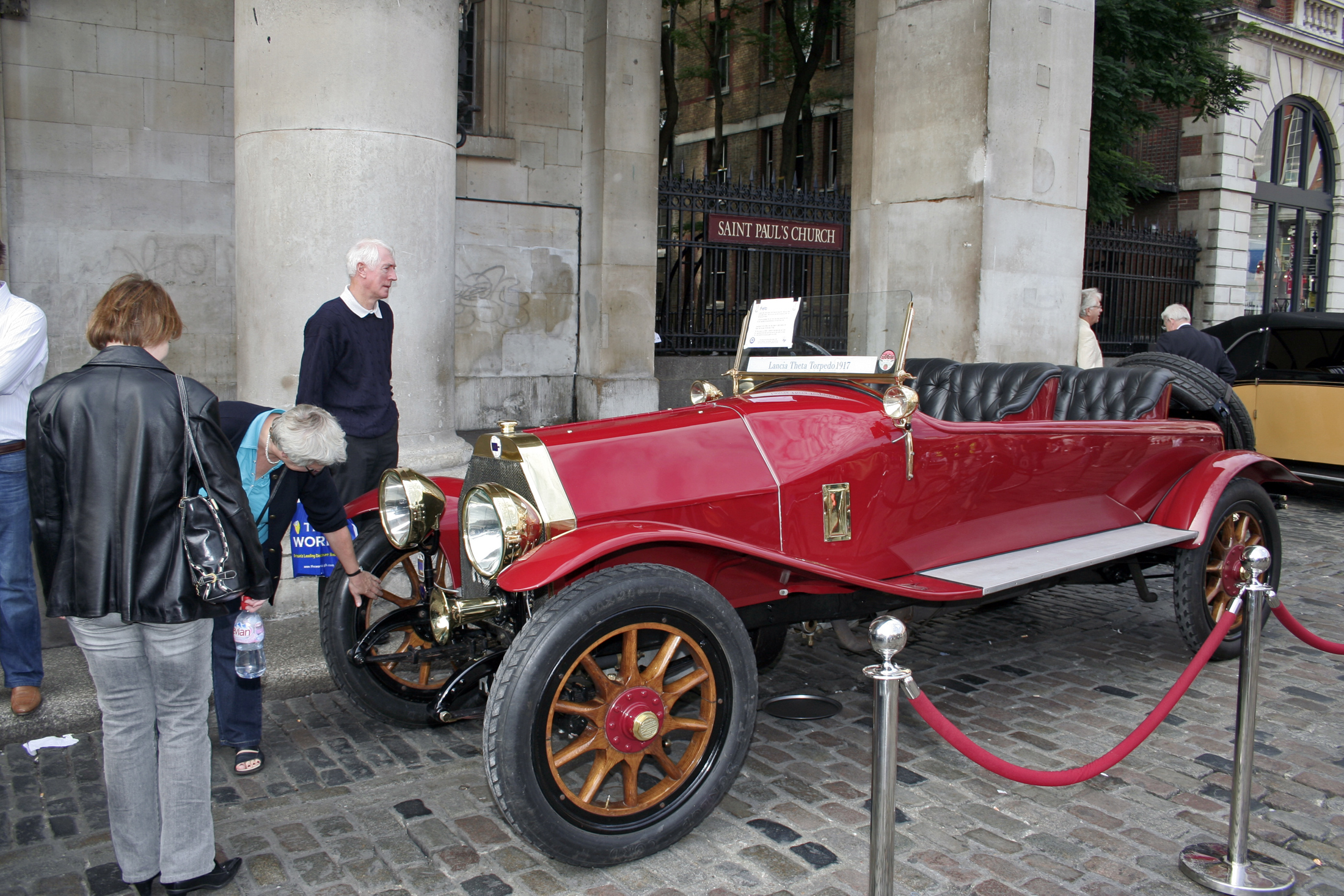
La Lancia Theta del 1917, esempio di "Torpedo"

La storia dell'automobile annovera molte "torpedo", tra le quali spicca, per l'enorme successo commerciale, la Ford T. Nell'arco di pochissimi anni dalla presentazione, la quasi totalità delle case automobilistiche disponeva di modelli carrozzati "torpedo" che, oltre ad essere di gran moda, risultavano economici da costruire, visto che le fiancate continue in lamiera coprivano gli interni alla vista, evitando ai costruttori la creazione di particolari finiture in materiali pregiati che richiedevano costosi interventi di manodopera altamente specializzata.
Ma la carrozzeria torpedo era disponibile anche per auto di assoluto prestigio. La Rolls-Royce, ad esempio, allestì lussuosi esemplari "torpedo", mentre la torinese Lancia ne realizzò di sportivi, dalla rara eleganza, principalmente carrozzati negli Stabilimenti Farina.
Quasi tutti i modelli con carrozzeria torpedo hanno conosciuto una vastissima diffusione nel periodo compreso tra la seconda metà degli anni dieci e la fine degli anni venti. Durante la prima metà del decennio successivo, vi fu un rapido declino: alle torpedo venivano via via preferite le berline e così, subito dopo la seconda guerra mondiale, il termine cadde in disuso.

## La torpedo telonata

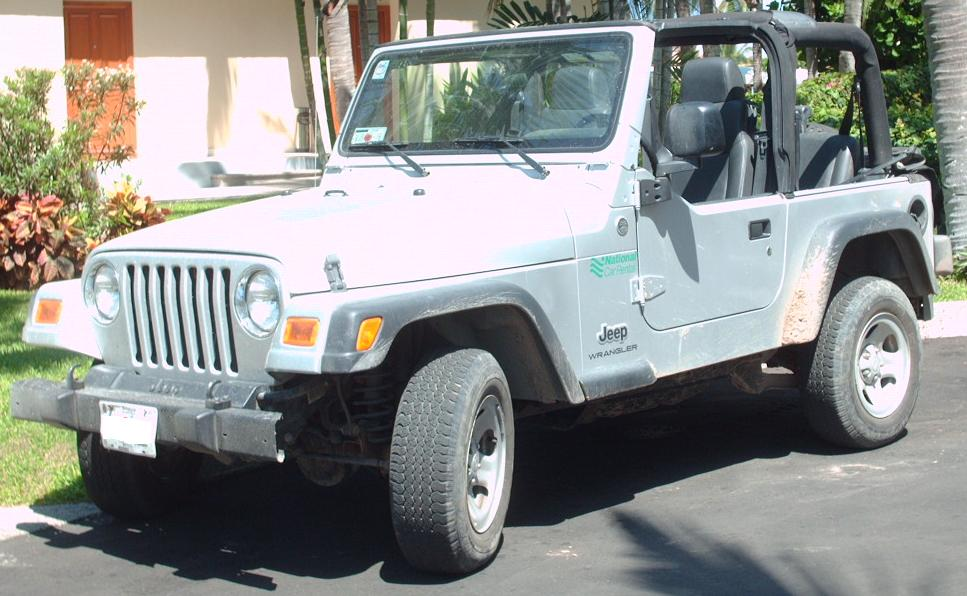
Una Jeep Wrangler con carrozzeria torpedo telonata

L'unico ambito in cui il termine torpedo si può ritrovare nella produzione automobilistica più recente riguarda alcune configurazioni di carrozzeria utilizzate per vari modelli di fuoristrada, i quali vengono definiti come torpedo telonate se provvisti di carrozzeria scoperta, generalmente a due porte, e richiudibile mediante l'utilizzo di una capote in tela, come se si trattasse di una cabriolet o, appunto, di una vecchia torpedo dei tempi andati.
Sono molti i modelli disponibili come torpedo telonate: tra questi vanno citati la Mercedes-Benz Classe G, la Opel Frontera e la Jeep Wrangler.